# Dứa biển
Dứa biển (tên khoa học Halocynthia roretzi) là một loài hải tiêu ăn được, được tiêu thụ chủ yếu ở Triều Tiên, nơi loài này được gọi là meongge (tiếng Hàn Quốc: 멍게) hoặc ureongsweng-i (tiếng Hàn Quốc: 우렁쉥이), và ít phổ biến hơn ở Nhật Bản, nơi loài này được gọi là hoya (ホヤ) hoặc maboya (マボヤ). Trong tiếng Anh, dứa biển được gọi là Sea pineapple.
Dứa biển nổi tiếng không chỉ vì hình dạng kỳ lạ của mình, như nhà báo Nick Tosches mô tả "một thứ chỉ có thể tồn tại được trong những hệ sinh thái hoàn toàn không có thật", mà còn bởi hương vị cũng kỳ lạ không kém, được mô tả là "giống như iod" và "cao su nhúng amonia".
Dứa biển sống ở những vùng nước nông, thường bám trên đá và các công trình nhân tạo, một ví dụ của tắc nghẽn sinh học. Dứa biển là loài đã thích nghi với môi trường nước lạnh, nó có thể sống trong nước có nhiệt độ khoảng 2–24 °C (36–75 °F), nhưng nhiệt độ lý tưởng là khoảng 12 °C (54 °F).
Nuôi trồng dứa biển thành công lần đầu tiên vào năm 1982, khi 39 tấn dứa biển được sản xuất ở Hàn Quốc. Cao nhất đạt được 42.800 tấn năm 1994. FAO ước tính tổng sản lượng dứa biển thế giới trong năm 2016 là 21.500 tấn, tổng trị giá khoảng 18 triệu đôla Mỹ. Trong đó, 16.000 tấn được nuôi trồng tại Nhật Bản, 12.163 tấn đến từ Miyagi tính riêng.

## Sử dụng trong ẩm thực
Tại Hàn Quốc, dứa biển được ăn sống trong món hoe cùng với gochujang giấm, nhưng thỉnh thoảng nó cũng được muối thành món jeotgal, hoặc dùng để thêm vị cho kimchi.
Tại Nhật Bản, dứa biển được ăn sống trong món sashimi, nó được thái dọc thành những lát mỏng, loại bỏ cơ quan nội tạng và phục vụ cùng nước tương giấm. Đôi khi nó cũng được ướp muối, Xông khói, nướng, chiên giòn, hoặc phơi khô.

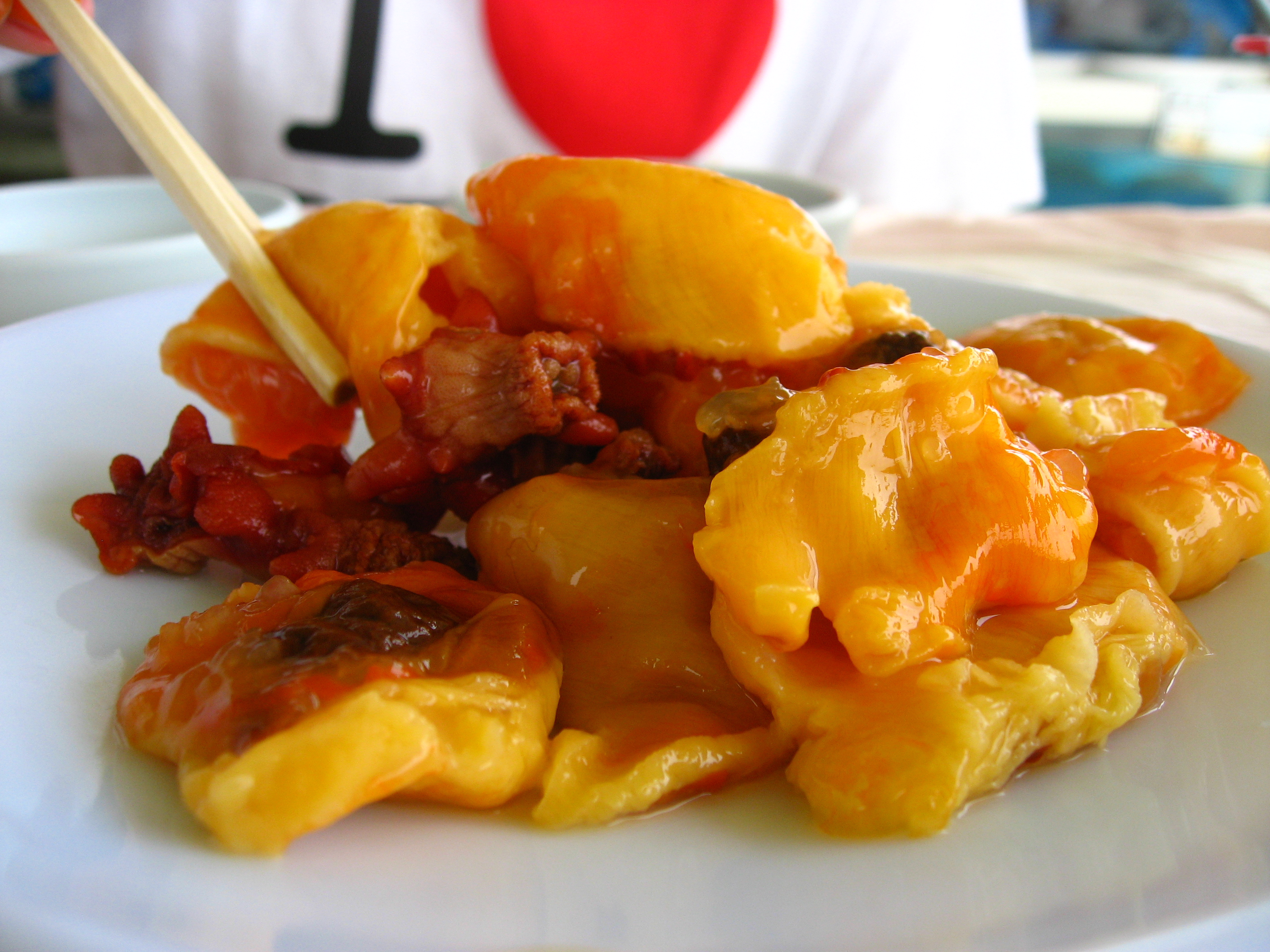
Meongge-hoe (dứa biển sống).
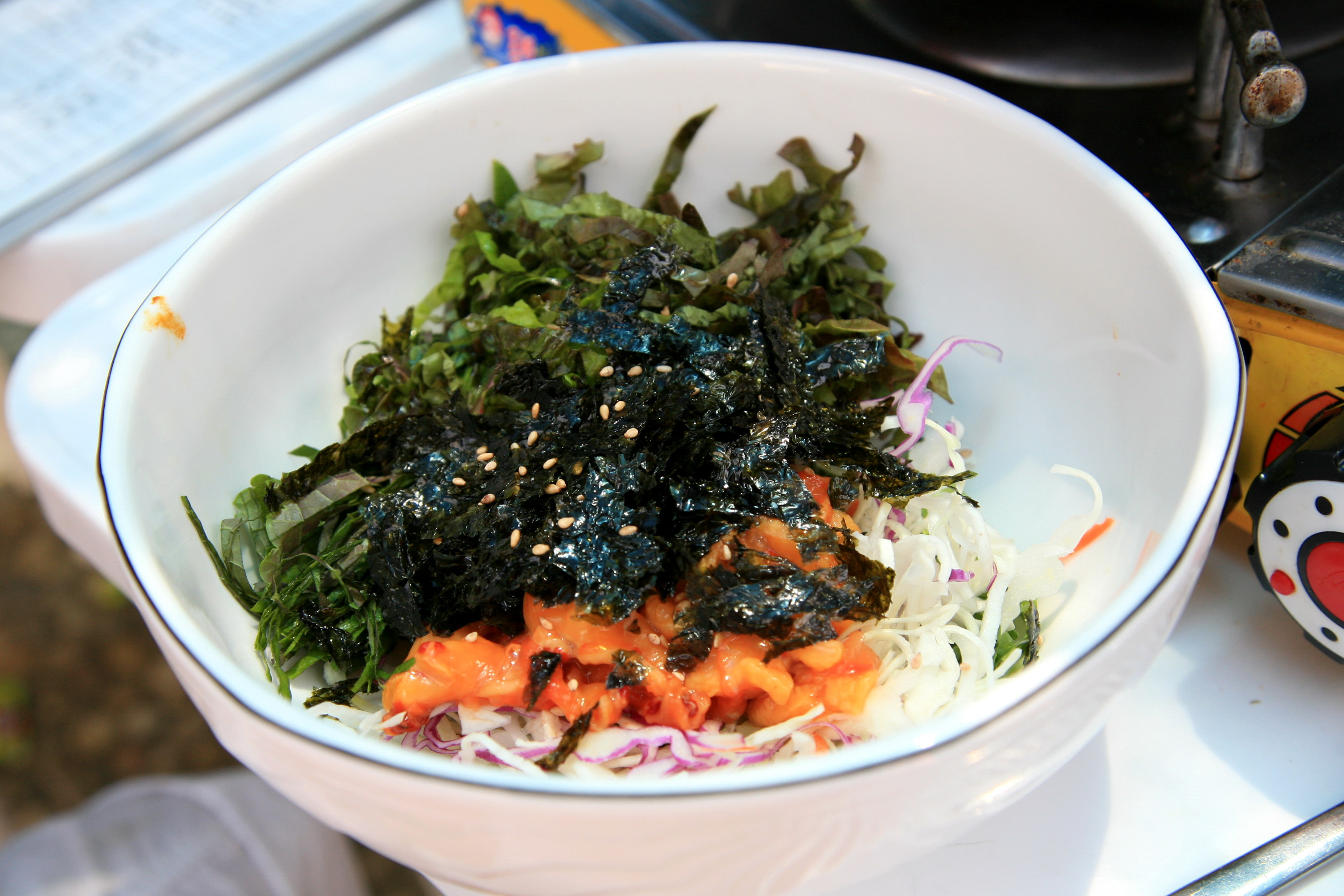
Meongge-hoe-bibimbap (cơm trộn dứa biển sống).
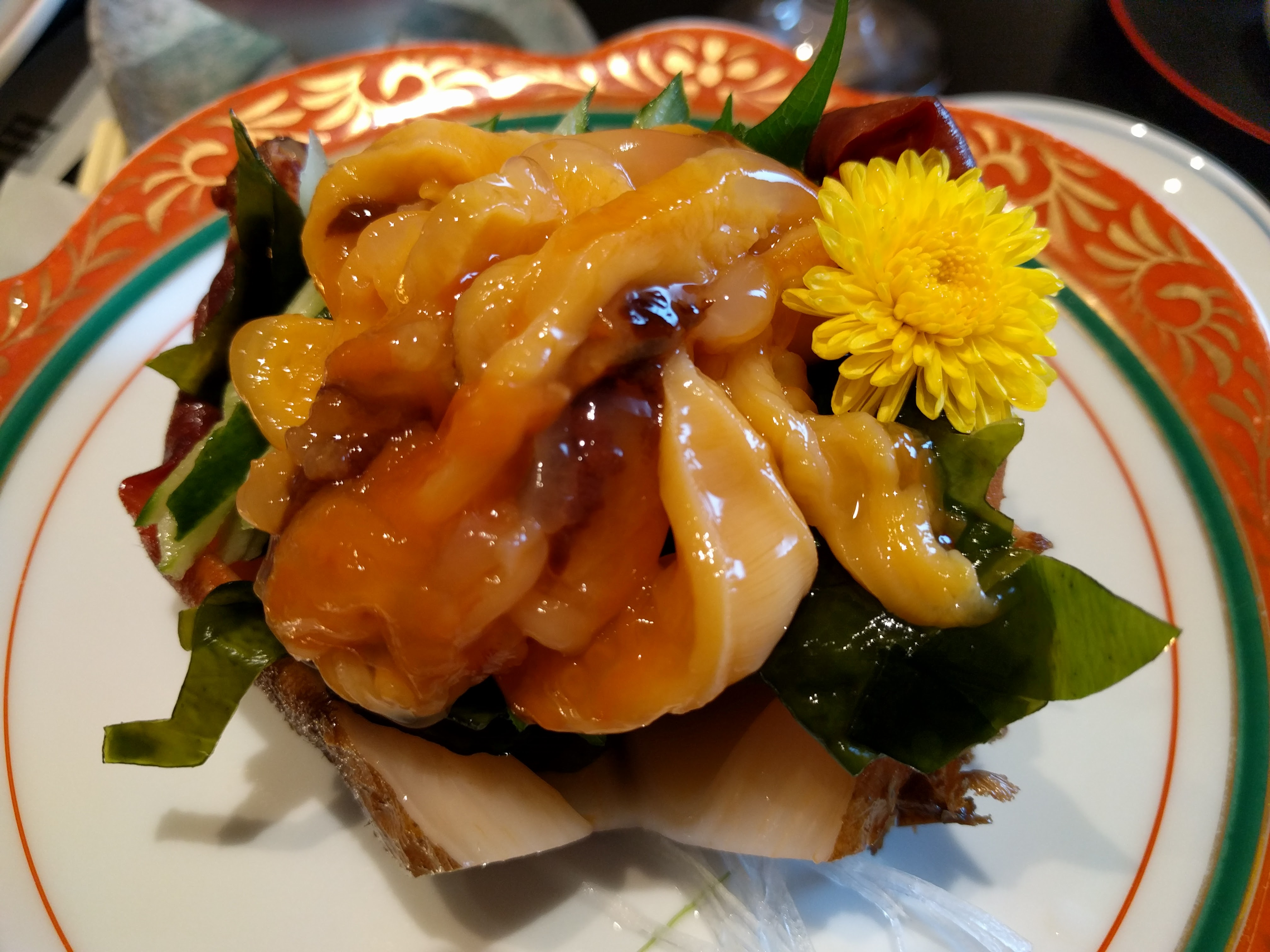
Dứa biển (hoya) trong món sashimi, đựng trong vỏ của chính nó, phục vụ tại một nhà hàng Nhật Bản.